# أوسكار سالا
أوسكار سالا (بالبرتغالية: Oscar Sala‏) هو عالم نووي وفيزيائي برازيلي، ولد في 26 مارس 1922 في ميلانو في إيطاليا، وتوفي في 2 يناير 2010 في ساو باولو في البرازيل.